# Moto Guzzi Hispania
Moto Guzzi Hispania fou el fabricant per al mercat espanyol de les motocicletes italianes Moto Guzzi, amb seu a Barcelona entre 1948 i 1972 i a Sevilla des d'aleshores fins al 1979.

## Història

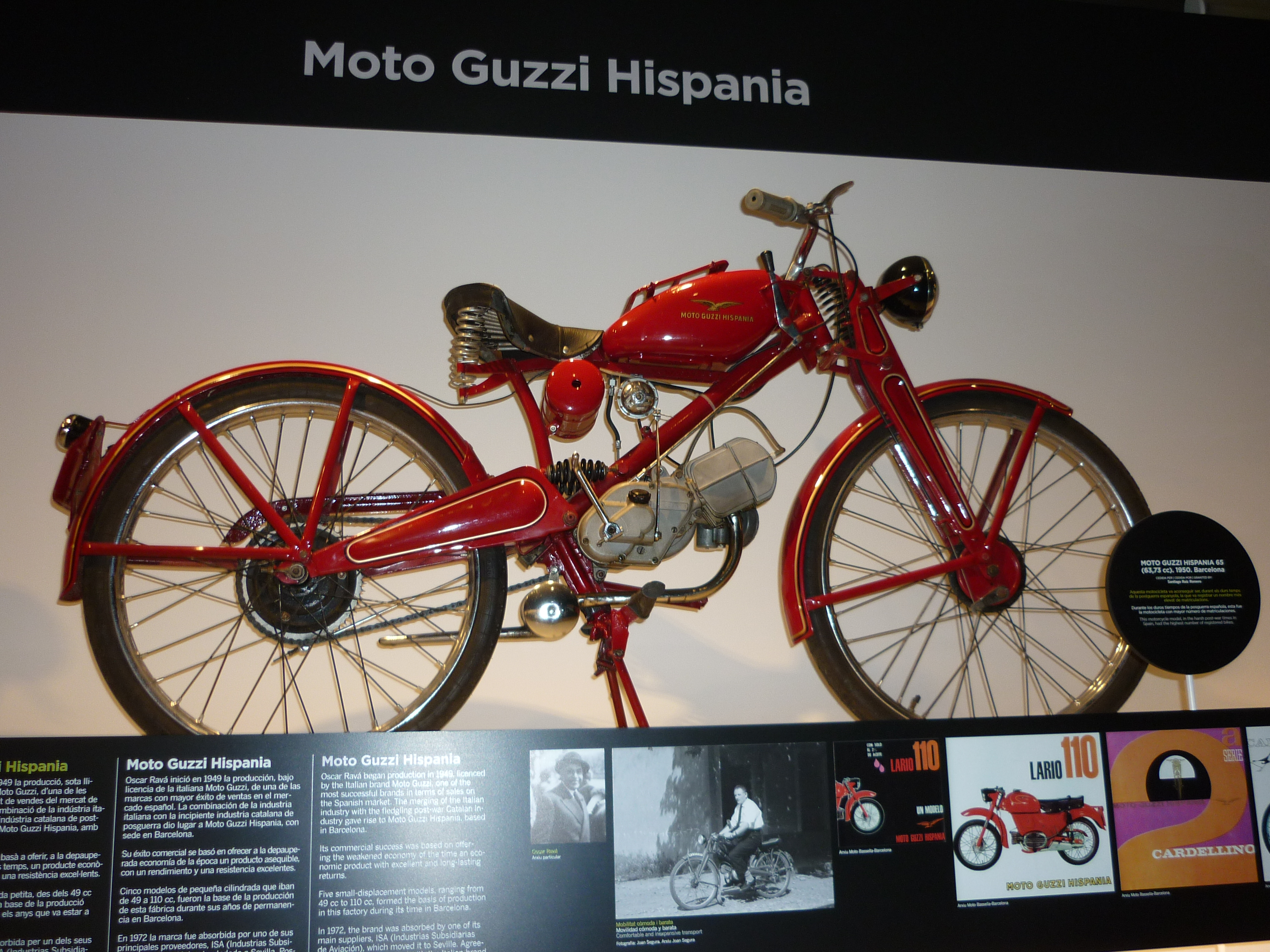
Moto Guzzi Hispania 65 de 1950

Oscar Ravà era un italià d'origen jueu, director de la FIAT, que havia hagut de fugir del seu país per culpa de la Segona Guerra Mundial i s'instal·là a Catalunya, on obrí una botiga de venda d'automòbils Lancia a Barcelona. Amb el temps començà a vendre també bicicletes Rabasa i el 1948 decidí entrar en el mercat de la motocicleta -aleshores emergent- arribant a un acord amb Moto Guzzi per a fabricar-les a Catalunya.
Ravà endegà un sistema productiu innovador, basat en la descentralització, tot encarregant la fabricació dels diversos components a tallers externs de prestigi i reservant per a la seva empresa el muntatge final del producte. Així, els motors els fabricava l'empresa d'aviació Elizalde/Industrias Subsidiaris de Aviación, i els bastidors Bicicletas Rabasa/Estampaciones Metálicas Tió.

### Guzzi 65 i 98
La idea resultà encertada i del primer model que es fabricà així, la Guzzi 65 (coneguda popularment a Itàlia com a «Guzzino» i a Catalunya com al «llagostí»), se n'arribaren a produir més de 100.000 unitats i assolí el número u en el rànquing de vendes. Ravà completà l'èxit amb un altre model que triomfà també en el mercat: la Guzzi 98, una moto carrossada (o escúter de roda alta) presentada a Itàlia per la casa mare el 1953 i que, degut a la seva senzillesa i economia, estigué en producció sense gairebé canvis fins al 1963, en què el model evolucionà per donar pas al Lario 110.
El 1959 havia aparegut una evolució de la primera 65, l'anomenada Cardellino de 73 cc, que aportava més potència i un bastidor més robust que permetia transportar dues persones.

### Anys 60 i 70

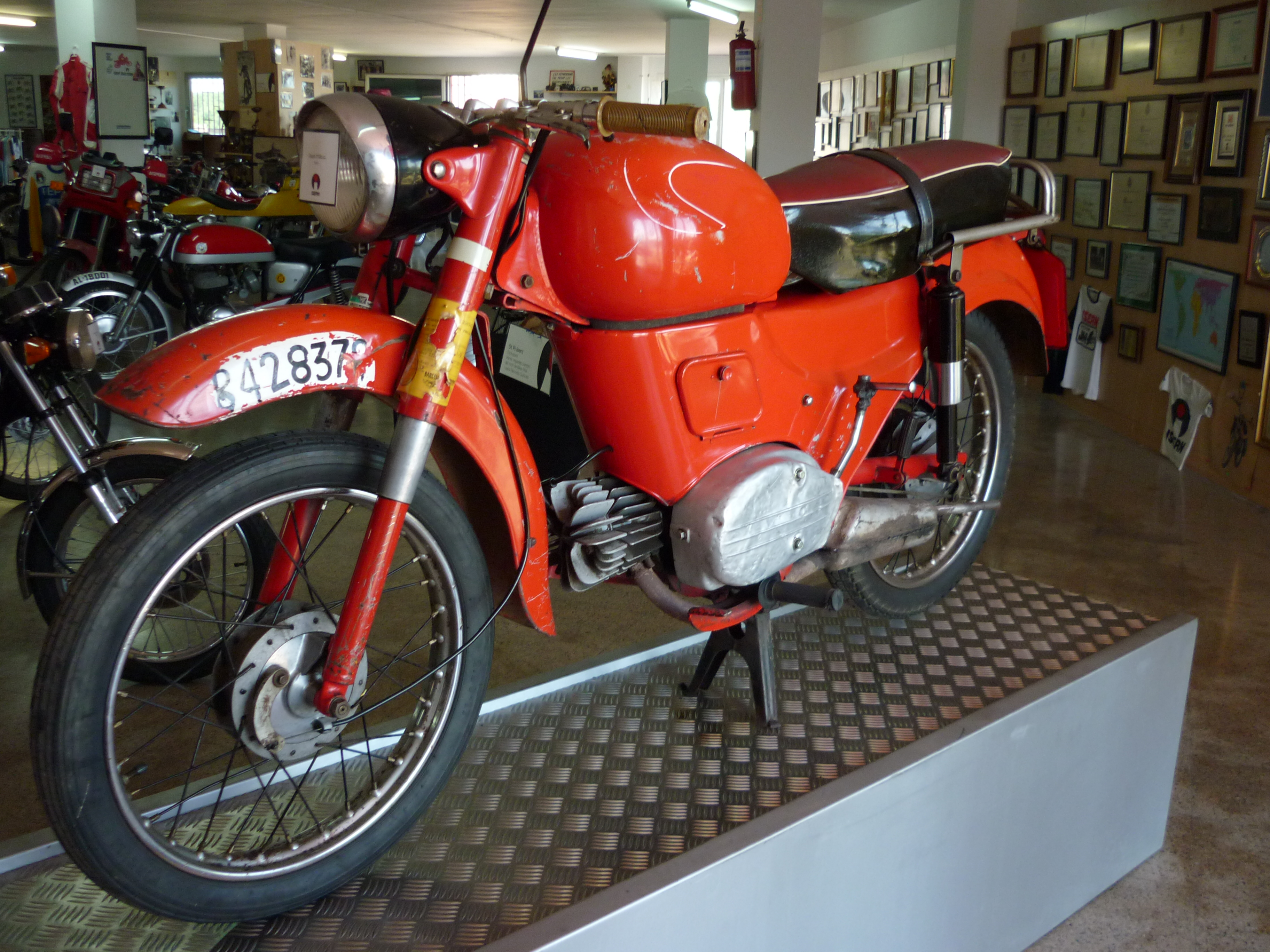
Moto Guzzi Hispania Lario 110 de 1965

Al tombant de la dècada dels 60 la legislació estatal canvià, obligant l'empresa a reduir la cilindrada de la 65 a 49 cc i a afegir-li pedals practicables. El canvi no fou ben rebut pel mercat i les vendes s'estancaren.
Per a contrarestar la davallada aparegué la nova gamma Dingo, amb motors de 49 i 75 cc i una estètica posada al dia, que comportà una revifalla de les vendes i mantingué l'empresa en forma fins a mitjan anys 70.
El 1972, l'empresa abandonà Catalunya i s'establí a Sevilla, on subsistí fins a 1979, any en què es produí la ruptura amb la casa mare. A partir de 1980, la firma es transformà en Motorhispania i es dedicà a fabricar ciclomotors de disseny propi amb motors Franco Morini.